# Герб Кочетка
Герб Кочетка́ — один з офіційних символів смт Кочеток, Чугуївський район Харківської області, затверджений 19 березня 2014 р. рішенням сесії Кочетоцької селищної ради.

## Опис
У щиті, розділеному слимакоподібно золотим і лазуровим, лазуровий півень із золотою шиєю і лапами, червоним гребенем і крилами, супроводжуваний в правому верхньому куті лазуровою краплею, в правому нижньому срібними книгою і пером. У лазуровій лівій вільній частини срібна церква з золотими куполами. Щит обрамований золотими дубовим гілками, перевитими лазуровою стрічкою з золотими літерами «1641». Над щитом на червоній стрічці золотий напис «КОЧЕТОК».